# Ermengarda de Zutphen
Ermengarda de Zutphen (d. 1138) a fost contesă de Zutphen de la 1122 până la moarte.
Părinții Ermengardei au fost contele Otto al II-lea de Zutphen și Iudith de Arnstein.
Ermengarda a succedat fratelui ei mai mare Henric al II-lea de Zutphen (ceilalți doi frați urmând calea preoțească și respectiv murind înaintea lui Henric).
Ea s-a căsătorit prima dată în jur de 1116 cu Gerard al II-lea (d. 1131), conte de Geldern și de Wassenberg, cu care avut următorii copii:
- Henric (d. 1182), succesor atât în Geldern, cât și în Zutphen
- Adelaida, căsătorită cu Ekbert, conte de Tecklenburg
- Salomeea (d. 1167), căsătorită cu Henric I, conte de Wildeshausen

Rămasă văduvă din cca. 1131, Ermengarda s-a recăsătorit cu contele Conrad al II-lea de Luxemburg (d. 1136), însă acest mariaj nu a avut parte de urmași.